# Achtum-Uppen
Achtum-Uppen ist ein Stadtteil von Hildesheim, der aus zwei Teilen besteht: dem größeren Achtum, vier Kilometer östlich von Hildesheim unweit nördlich der Bundesstraße 6, und dem kleineren Uppen, fünf Kilometer östlich von Hildesheim an der Bundesstraße 6.

## Geschichte
Der Ortsteil Achtum, ein ehemaliges Haufendorf, wurde 1173 zum ersten Mal als Achtem in einer Urkunde erwähnt, als der Zehnt des Dorfes durch Bischof Adelog dem Godehardikloster übertragen wurde. Eine eigene Kirche erhielt das Dorf 1195, vorher gehörte es zur Pfarrei St. Andreas in Hildesheim.
Die Edelherren von Meinersen waren in Achtum begütert. In ihrem Lehnsregister wurde um 1220 Actem penes Hildessem erwähnt. Ihren Güterbesitz von insgesamt 30 Hufen in Achtum gaben sie zwischen 1220 und 1280 als Lehen an fünf Lehnsnehmer. Das Geschlecht starb im Jahre 1374 im Mannesstamm aus.
Uppen ist der östlichste Ortsteil von Hildesheim und wurde 1125 zum ersten Mal urkundlich erwähnt. Als im Mittelalter ab 1429 die Landwehr zum Schutz der Stadt Hildesheim und ihrer Felder angelegt wurde, errichtete man in Uppen einen Turm und einen Durchlass, den sogenannten „Uppener Pass“, der 1433 vollendet wurde. An ihn erinnern heute noch ein Straßenname, ein Gedenkstein und eine Gedenktafel in Uppen. Der Turm des Uppener Passes ist auch im Wappen von Achtum-Uppen dargestellt.
Die Eingemeindung nach Hildesheim erfolgte zur Gebietsreform in Niedersachsen am 1. März 1974.

### Einwohnerentwicklung
| Jahr | Einwohner | Quelle |
| ---- | --------- | ------ |
| 1895 | 0495 ¹    |        |
| 1910 | 539       | [ 5 ]  |
| 1925 | 593       | [ 6 ]  |
| 1933 | 611       | [ 6 ]  |
| 1939 | 687       | [ 6 ]  |
| 1950 | 12390     | [ 7 ]  |

| Jahr | Einwohner | Quelle |
| ---- | --------- | ------ |
| 1973 | 10900     | [ 1 ]  |
| 1974 | 12560     |        |
| 2001 | 1233 ²    |        |
| 2005 | 11850     |        |
| 2016 | 1189 ³    | [ 8 ]  |
| 2019 | 1189 ³    | [ 9 ]  |

¹ Volkszählung

² davon 630 katholisch und 338 evangelisch

³ zum 31. Dezember

## Politik

### Ortsrat
Der Ortsrat, der Achtum-Uppen vertritt, setzt sich aus sieben Mitgliedern zusammen. Die Ratsmitglieder werden durch eine Kommunalwahl für jeweils fünf Jahre gewählt.

Bei der Kommunalwahl 2021 ergab sich folgende Sitzverteilung:
| Ortsrat 2021Insgesamt 7 Sitze - Grüne: 3 - CDU: 4 |

### Ortsbürgermeisterin
Ortsbürgermeisterin ist Martina Poldafit (CDU).

## Wappen
| Wappen von Achtum-Uppen | Blasonierung: „Schild gespalten; vorn: in Gold eine schwarze Hausmarke; hinten: in Rot ein silberner Turm mit fünf Zinnen und vier Schießscharten, 1/1/2 angeordnet.“ |
| Wappen von Achtum-Uppen | Wappenbegründung: Das Wappen von Achtum-Uppen zeigt auf der vorderen Wappenseite die Hausmarke des Heinrich von Uppen nach seinem Siegel von 1374 an einer Urkunde des Godehardiklosters. Die hintere symbolisiert den alten Wehrturm der St.-Martin-Kirche aus dem 12. Jahrhundert. |

## Kultur und Sehenswürdigkeiten

### Bauwerke
- An der Bundesstraße 6 ist seit 1984 eine Figur des Schutzheiligen von Böhmen, Johannes Nepomuk, aus dem 18. Jahrhundert zu sehen, die vorher außerhalb des Dorfes auf dem Feld aufgestellt war.
- Sehenswert sind das historische Pfarrhaus und die katholische Kirche St. Martin in Achtum. Ihr Kirchenschiff wurde 1899 abgerissen, anschließend in neugotischem Stil neu gebaut und 1901 vollendet. Der Turm aus Bruchsteinen, dessen unterer Teil noch aus dem 12. Jahrhundert stammt, wurde 1903 um ein Geschoss erhöht. Die Umbauarbeiten erfolgten nach den Plänen von Baurat Richard Herzig (1851–1934), der auch St. Bernward und St. Elisabeth in Hildesheim baute. In der Kirche sind vor allem die Glasfenster, die Schablonenmalerei auf den Wänden sowie die Holzdecke bemerkenswert. Zur Pfarrei St. Martin gehören seit dem 1. November 2014 auch die Kirchen Unbefleckte Empfängnis Mariä in Bavenstedt und Unbefleckte Empfängnis Mariä in Einum.

### Fotogalerie

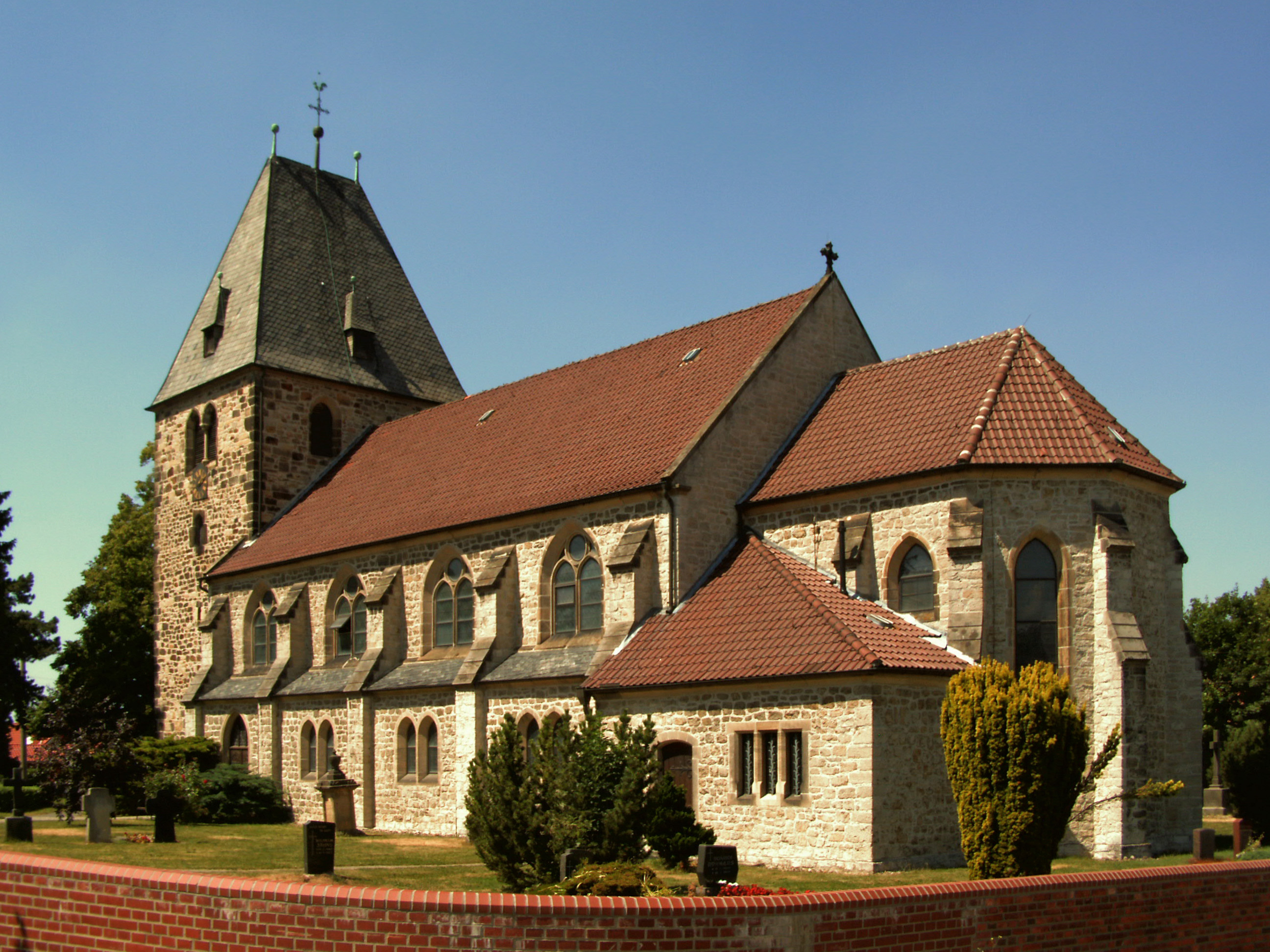
St. Martin in Hildesheim-Achtum
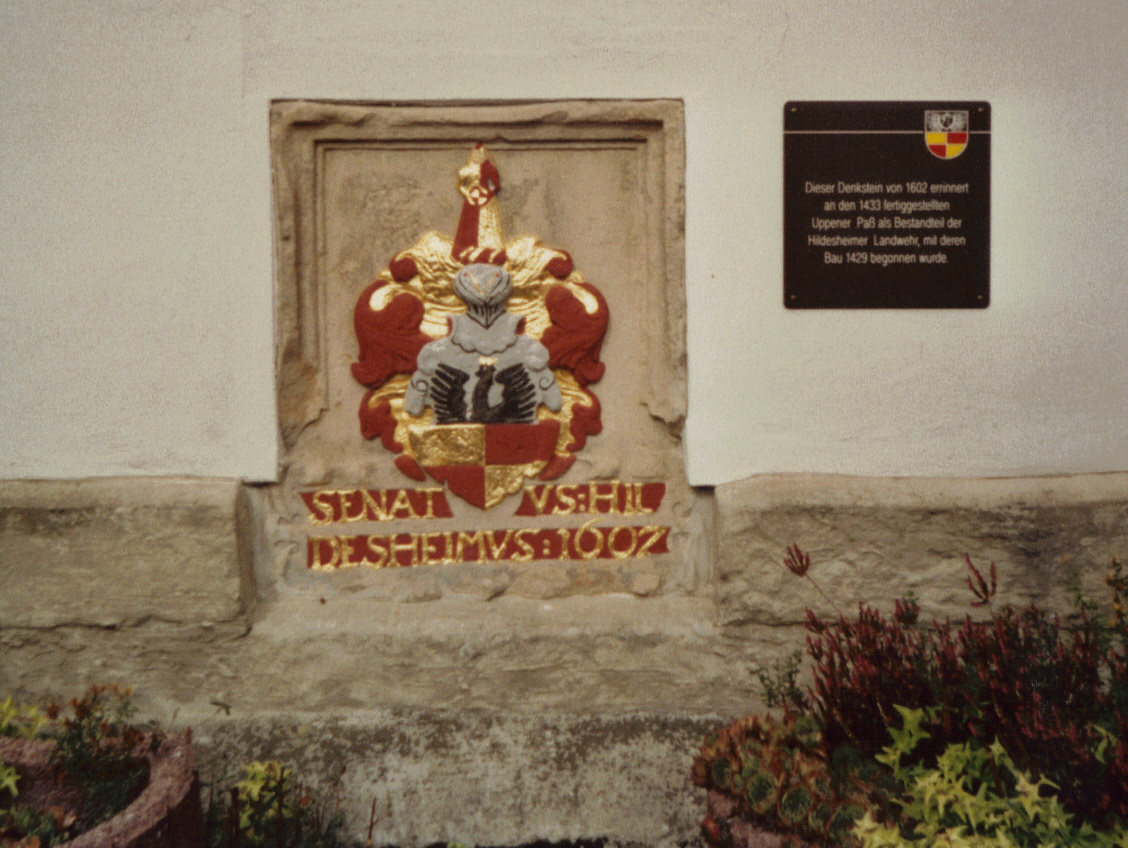
Gedenkstein „Uppener Pass“ in Hildesheim-Uppen
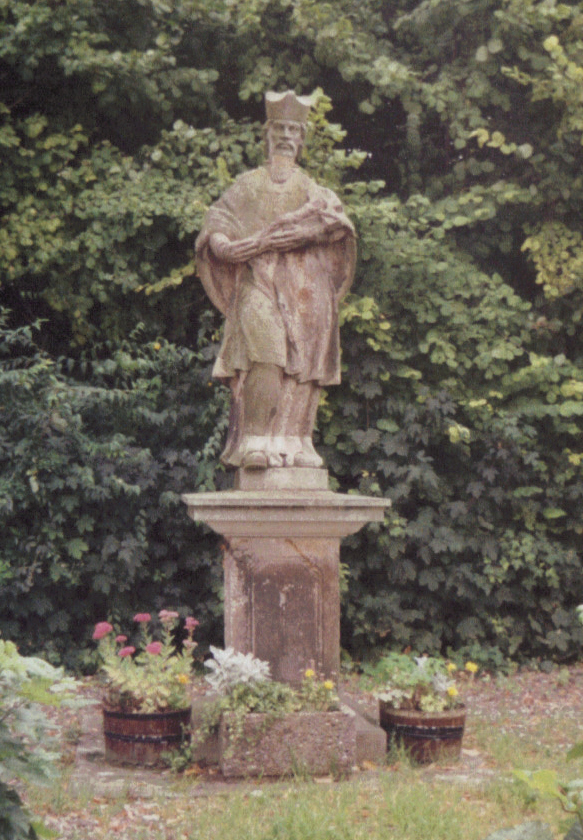
Statue des Johannes von Nepomuk in Hildesheim-Uppen

## Persönlichkeiten
- Franz Nause (1903–1943), sozialdemokratischer Widerstandskämpfer